# Tatsuki Machida
Tatsuki Machida (japonês: 町田 樹, Hepburn: Tatsuki Machida, Kawasaki, Kanagawa, 9 de março de 1990) é um ex-patinador artístico japonês. Ele foi medalhista de prata no Campeonato Mundial de 2014, medalhista de bronze no Campeonato dos Quatro Continentes de 2010, três vezes medalhista de ouro em eventos do Grand Prix de Patinação Artística no Gelo, medalha de prata no Campeonato Japonês de 2014 e vencedor do Campeonato Japonês Júnior de 2007.
Machida anunciou em dezembro de 2014 sua aposentadoria da patinação artística.

## Programas
| Temporada | Programa curto                                                                                | Patinação livre                                                     | Exibição                                                                  | Ref.        |
| --------- | --------------------------------------------------------------------------------------------- | ------------------------------------------------------------------- | ------------------------------------------------------------------------- | ----------- |
| 2013–2014 | - East of Eden de Lee Holdridge                                                               | - Firebird de Igor Stravinsky coreografia de Phillip Mills          | - Byakuyako de Stin Kono                                                  |             |
| 2012–2013 | - F.U.Y.A. de C2C coreografia de Stephane Lambiel                                             | - Firebird de Igor Stravinsky coreografia de Phillip Mills          | - Les Demoiselles de Rochefort de Michel Legrand                          | [ 3 ]       |
| 2011–2012 | - Dark Eyes (canção folclórica russa) coreografia de Kenji Miyamoto                           | - Don Quixote de Ludwig Minkus coreografia de Stephane Lambiel      | - Don't Stop Me Now de Queen                                              | [ 4 ] [ 5 ] |
| 2010–2011 | - Dark Eyes (canção folclórica russa) coreografia de Kenji Miyamoto                           | - Legends of the Fall de James Horner coreografia de Nanami Abe     | - Happy Feet coreografia de Kano Ogiyama                                  |             |
| 2009–2010 | - Celos (Tango Jalousie) de Jacob Gade performance de Taro Hakase coreografia de Kano Ogiyama | - Casablanca de Max Steiner coreografia de Nanami Abe               | - Happy Feet coreografia de Kano Ogiyama                                  |             |
| 2008–2009 | - Peach〜Ashihara Story〜 （ex. 004） de PE'Z coreografia de Kano Ogiyama                     | - Swan Lake de Pyotr Ilyich Tchaikovsky coreografia de Kano Ogiyama | - Peach〜Ashihara Story〜 （ex. 004） de PE'Z coreografia de Kano Ogiyama |             |
| 2007–2008 | - Boogie Woogie Bugle Boy de Andrews Sisters coreografia de Noriko Sato                       | - Swan Lake de Pyotr Ilyich Tchaikovsky coreografia de Kano Ogiyama |                                                                           |             |
| 2006–2007 | - Push the Limits deEnigma coreografia de Kano Ogiyama                                        | - The Red Violin de Ikuko Kawai coreografia de Kano Ogiyama         | - Find love de Enigma coreografia de Kano Ogiyama                         |             |
| 2005–2006 | - Push the Limits de Enigma coreografia de Kano Ogiyama                                       | - The Red Violin de Ikuko Kawai coreografia de Kano Ogiyama         |                                                                           |             |
| 2004–2005 | - Speed de Mark Mancina coreografia de Kano Ogiyama                                           | - Zatoichi de Keiichi Suzuki coreografia de Kano Ogiyama            |                                                                           |             |

## Principais resultados
| Resultados | Resultados    | Resultados    | Resultados    | Resultados       | Resultados      | Resultados        | Resultados       | Resultados      | Resultados      | Resultados        | Resultados       | Resultados       |
| Internacional | Internacional | Internacional | Internacional | Internacional    | Internacional   | Internacional     | Internacional    | Internacional   | Internacional   | Internacional     | Internacional    | Internacional    |
| Evento/Temporada | 2003– 2004    | 2004– 2005    | 2005– 2006    | 2006– 2007       | 2007– 2008      | 2008– 2009        | 2009– 2010       | 2010– 2011      | 2011– 2012      | 2012– 2013        | 2013– 2014       | 2014– 2015       |
| --- | ------------- | ------------- | ------------- | ---------------- | --------------- | ----------------- | ---------------- | --------------- | --------------- | ----------------- | ---------------- | ---------------- |
| Jogos Olímpicos |               |               |               |                  |                 |                   |                  |                 |                 |                   | 5.º              |                  |
| Campeonato Mundial |               |               |               |                  |                 |                   |                  |                 |                 |                   | Medalha de prata |                  |
| Campeonato dos Quatro Continentes |               |               |               |                  |                 |                   | Medalha de prata |                 | 7.º             |                   |                  |                  |
| GP Grand Prix Final |               |               |               |                  |                 |                   |                  |                 |                 | 6.º               | 4.º              | 6.º              |
| GP Cup of China |               |               |               |                  |                 |                   |                  | 5.º             |                 | Medalha de ouro   |                  |                  |
| GP NHK Trophy |               |               |               |                  |                 |                   |                  |                 | 7.º             |                   |                  |                  |
| GP Rostelecom Cup |               |               |               |                  |                 |                   |                  | 11.º            |                 |                   | Medalha de ouro  |                  |
| GP Skate America |               |               |               |                  |                 |                   |                  |                 |                 | Medalha de bronze | Medalha de ouro  | Medalha de ouro  |
| GP Trophée Éric Bompard |               |               |               |                  |                 |                   |                  |                 |                 |                   |                  | Medalha de prata |
| Asian Open Figure Skating Trophy |               |               |               |                  |                 |                   |                  |                 |                 |                   | Medalha de ouro  |                  |
| Coupe du Printemps |               |               |               |                  |                 |                   |                  |                 |                 | Medalha de prata  |                  |                  |
| Golden Spin of Zagreb |               |               |               |                  |                 |                   |                  |                 | Medalha de ouro |                   |                  |                  |
| Jogos Asiáticos de Inverno |               |               |               |                  |                 |                   |                  | 4.º             |                 |                   |                  |                  |
| Nebelhorn Trophy |               |               |               |                  |                 |                   |                  | Medalha de ouro | WD              |                   |                  |                  |
| NRW Trophy |               |               |               |                  |                 |                   | 6.º              |                 |                 |                   |                  |                  |
| Ondrej Nepela Trophy |               |               |               |                  |                 |                   |                  |                 |                 | Medalha de ouro   |                  |                  |
| Triglav Trophy |               |               |               |                  |                 |                   |                  | Medalha de ouro |                 |                   |                  |                  |
| Universíada |               |               |               |                  |                 | 5.º               |                  |                 |                 |                   |                  |                  |
| Internacional – Júnior |               |               |               |                  |                 |                   |                  |                 |                 |                   |                  |                  |
| Campeonato Mundial Júnior |               |               |               | 9.º              |                 |                   |                  |                 |                 |                   |                  |                  |
| JGP JGP Áustria |               |               |               |                  | 9.º             |                   |                  |                 |                 |                   |                  |                  |
| JGP JGP Espanha |               |               |               |                  |                 | Medalha de bronze |                  |                 |                 |                   |                  |                  |
| JGP JGP Estônia |               |               | 10.º          |                  |                 |                   |                  |                 |                 |                   |                  |                  |
| JGP JGP França |               | 7.º           |               |                  |                 |                   |                  |                 |                 |                   |                  |                  |
| JGP JGP México |               |               |               | 4.º              |                 |                   |                  |                 |                 |                   |                  |                  |
| JGP JGP Polônia |               |               | 7.º           |                  |                 |                   |                  |                 |                 |                   |                  |                  |
| JGP JGP Reino Unido |               |               |               |                  | Medalha de ouro |                   |                  |                 |                 |                   |                  |                  |
| JGP JGP República Tcheca |               |               |               | Medalha de prata |                 |                   |                  |                 |                 |                   |                  |                  |
| Gardena Spring Trophy |               |               | 5.º           |                  |                 | Medalha de ouro   |                  |                 |                 |                   |                  |                  |
| Nacional |               |               |               |                  |                 |                   |                  |                 |                 |                   |                  |                  |
| Campeonato Japonês |               |               |               | 13.º             |                 | 7.º               | 4.º              | 6.º             | 4.º             | 9.º               | Medalha de prata | 4.º              |
| Campeonato Japonês – Júnior | 12.º          | 5.º           | 7.º           | Medalha de ouro  | 7.º             | Medalha de prata  |                  |                 |                 |                   |                  |                  |
| Equipes |               |               |               |                  |                 |                   |                  |                 |                 |                   |                  |                  |
| Jogos Olímpicos |               |               |               |                  |                 |                   |                  |                 |                 |                   | 5.º 5T/3P        |                  |
| |               |               |               |                  |                 |                   |                  |                 |                 |                   |                  |                  |
| Legenda: GP = Grand Prix; JGP = Grand Prix Júnior; WD = Abandonou; T = Posição da equipe; P = Posição individual; Competição não foi disputada nesta temporada |               |               |               |                  |                 |                   |                  |                 |                 |                   |                  |                  |